# محطة قطارات أولو

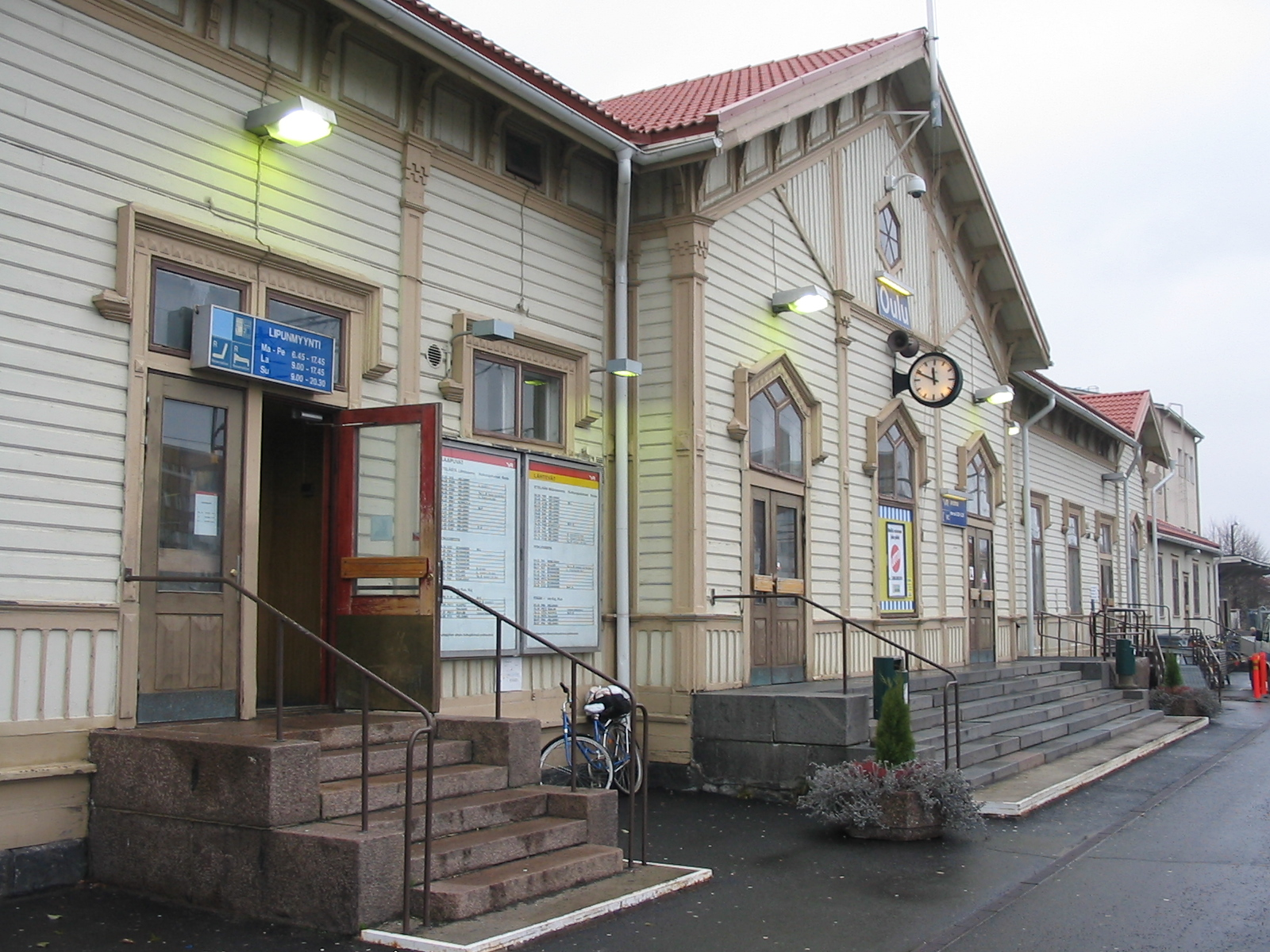
محطة قطارات أولو

محطة قطارات أولو (بالفنلندية: Oulun rautatieasema) تقع في وسط مدينة أولو، فنلندا، في حي مدينة فآرا. تشغل شركة في ار جميع القطارات. بالقرب من محطة حافلات المسافات الطويلة.
تم بناء محطة القطارات في عام 1886 عندما وصل خط سكة حديد بوهيانما إلى أولو.
تمت كهربت خط السكك الحديدية من الجنوب إلى أولو في عام 1983، باستخدام الأسلاك الكهربائية فوقية عند 25 كيلوفولت. لم تنتهِ الكهربة شمالاًً من أولو إلى محطة قطارات روفانييمي حتى عام 2004. في عام 2006 تمت كهربة للسكك الحديدية من أولو محطة قطارات إيسلمي أيضا. أسرع القطارات من أولو إلى محطة هلسنكي هي البندولينو.

## معرض صور

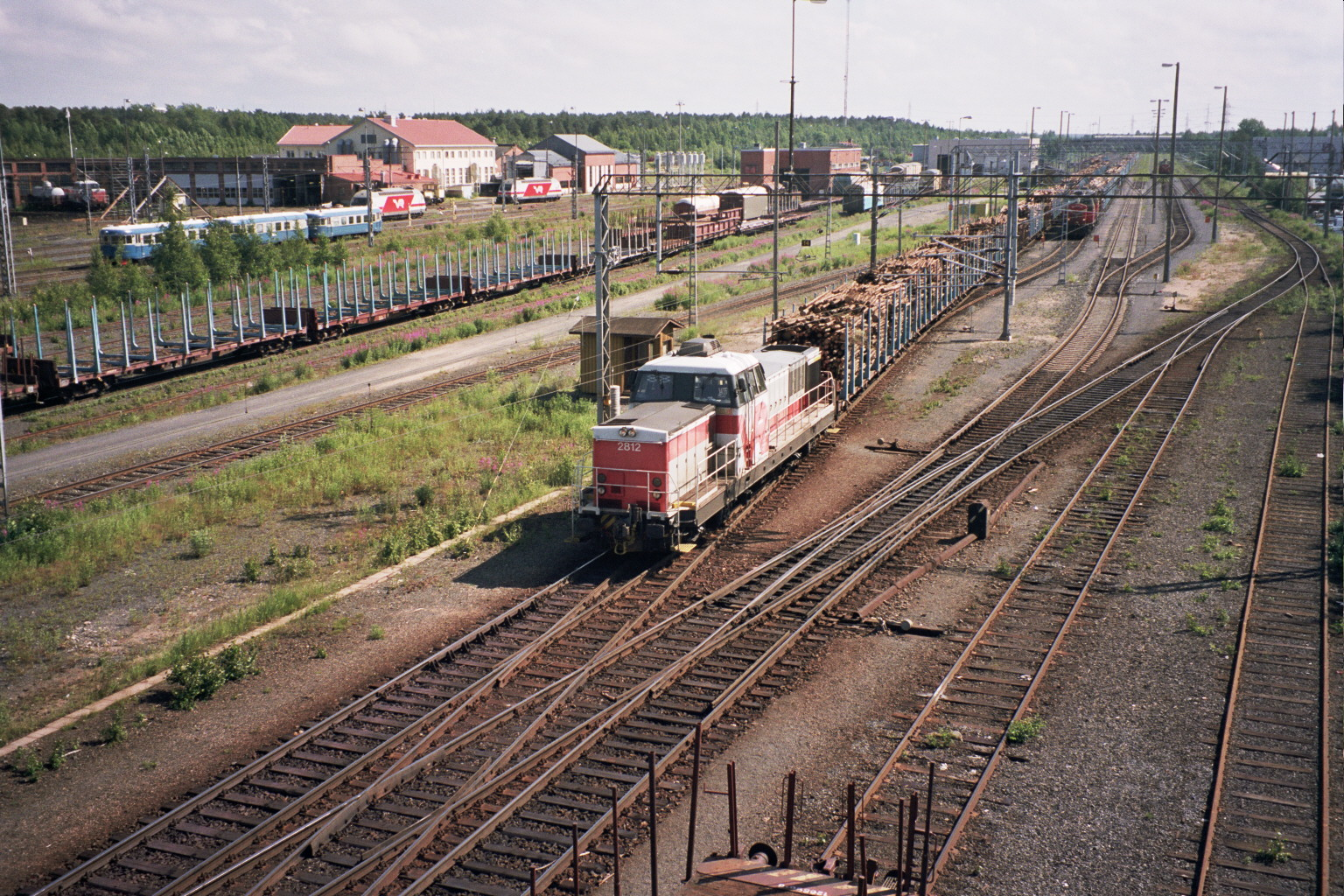
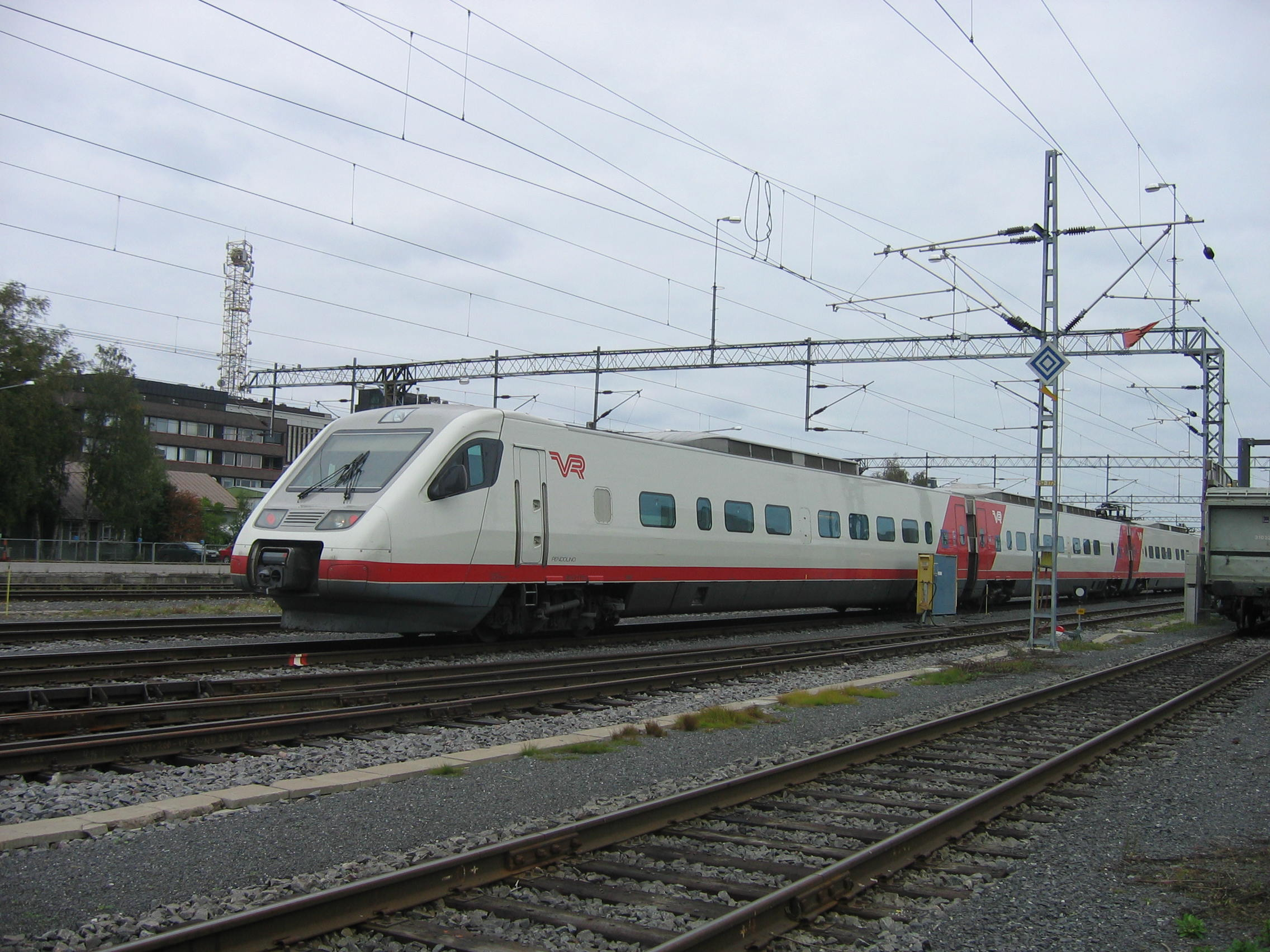
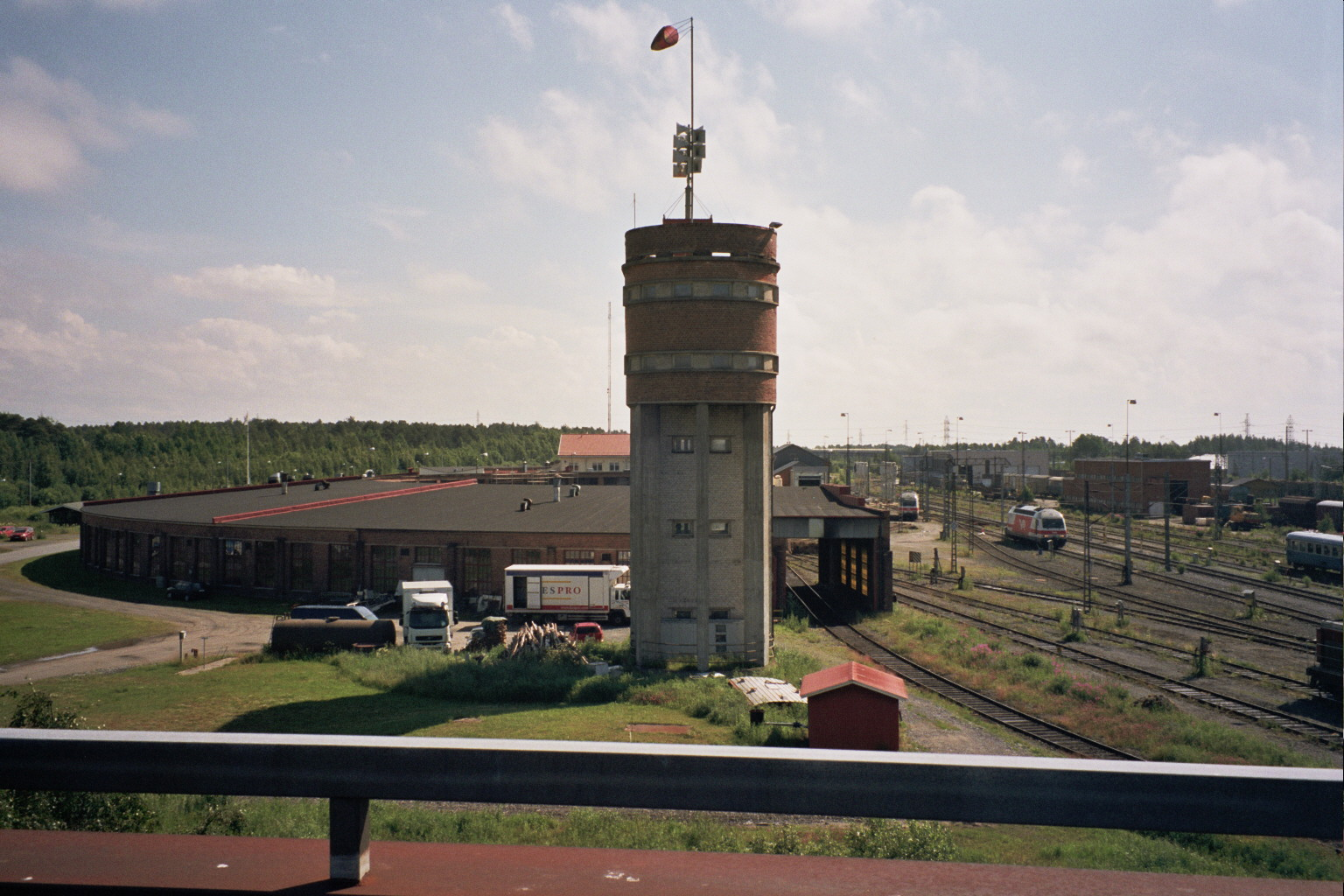
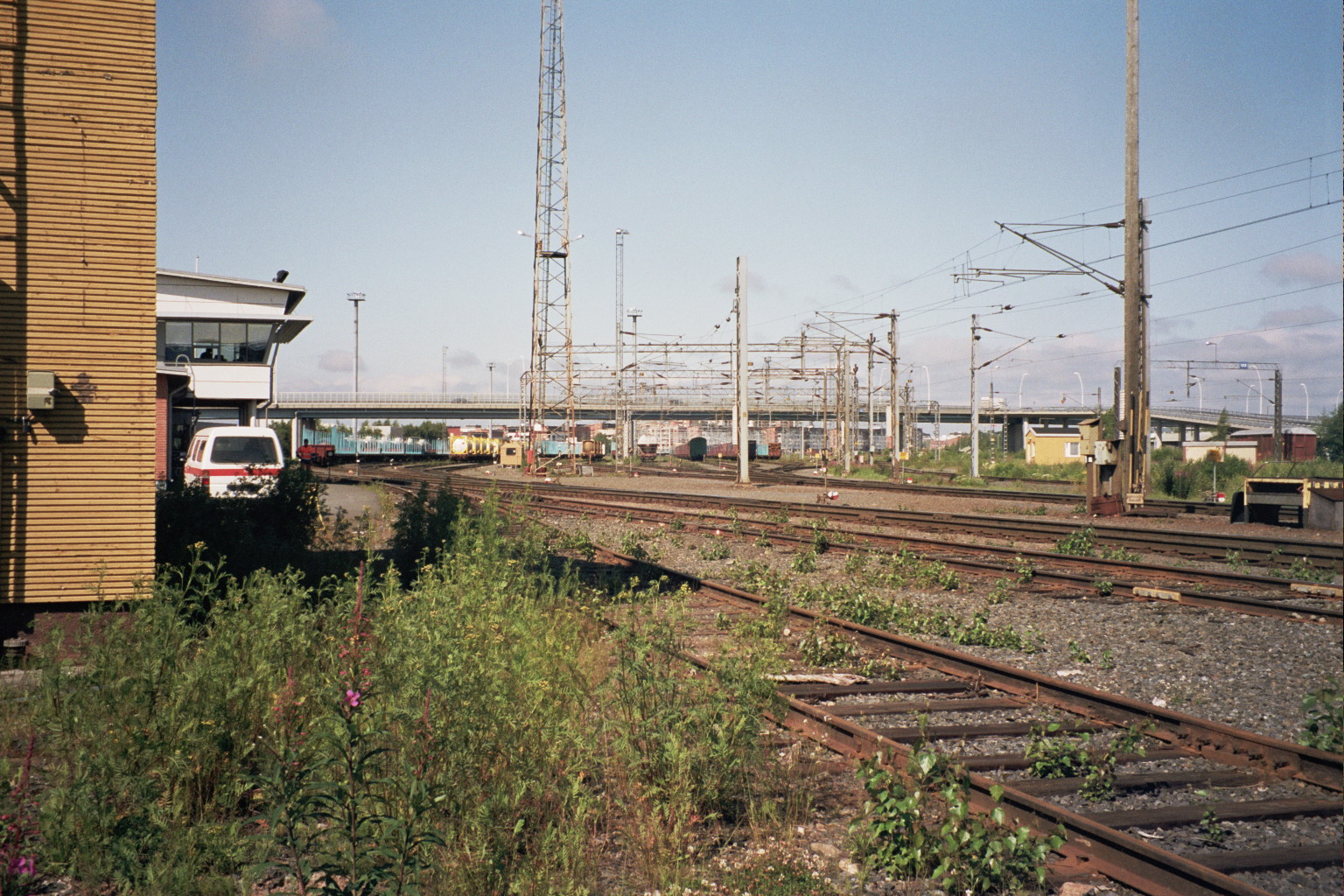
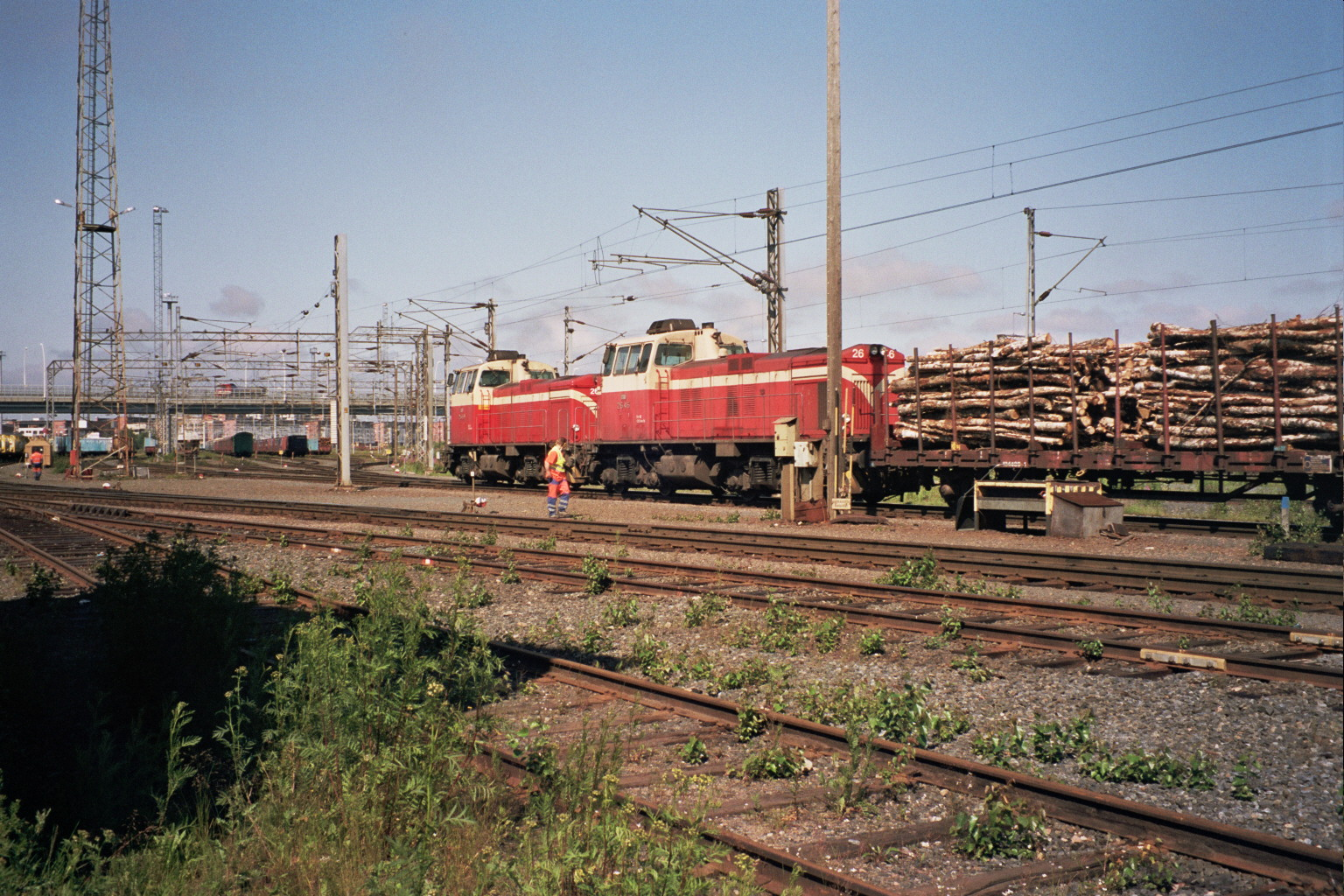

## وصلات خارجية
- VR – الموقع الرئيسي
- VR – معلومات عن محطة أولو